# محسن هاشمی
محسن هاشمی بهرمانی (زادهٔ ۲ آبان ۱۳۴۰) معروف به محسن هاشمی رفسنجانی، سیاستمدار اصلاح‌طلب ایرانی و رئیس پیشین شورای شهر تهران است. او ۱۳ سال ریاست هیئت‌مدیره و مدیرعاملی شرکت شرکت راه‌آهن شهری تهران و حومه را بر عهده داشته است. وی در پنجمین دوره انتخابات شورای اسلامی شهر تهران به عنوان نفر اول لیست امید از طرف اصلاح‌طلبان معرفی شد و با ۱٬۷۵۶٬۰۸۶ رای به عنوان نفر اول پیروز انتخابات شد. او در چهارمین دورهٔ شورای اسلامی شهر تهران، گزینهٔ اصلی اصلاح‌طلبان برای شهرداری تهران بود، که در نهایت مغلوب محمدباقر قالیباف شد.
محسن بزرگ‌ترین پسر اکبر هاشمی رفسنجانی، رئیس‌جمهور اسبق و نماینده و رئیس سابق مجلس خبرگان رهبری و مجمع تشخیص مصلحت نظام است. او نایب‌رئیس اتحادیهٔ بین‌المللی حمل و نقل عمومی در منطقهٔ خاورمیانه و شمال آفریقا است. او در ۲۸ سالگی رئیس دفتر بازرسی ویژهٔ رئیس‌جمهور شد و به مدت ۸ سال این سمت را بر عهده داشت. او سمت‌های دیگری مانند رئیس دفتر مجمع تشخیص مصلحت نظام و عضو هیئت مدیره سازمان صنایع دفاع هم داشته است. وی در سن ۳۶ سالگی مدیر عامل شرکت راه‌آهن تهران و حومه شد و تا ۱۳ اسفند ۱۳۸۹ عهده‌دار این سمت بود. محسن هاشمی در طول دو سال شهرداری محمود احمدی‌نژاد همچنان پست خود به‌عنوان مدیرعامل قطار شهری تهران را حفظ کرد و احمدی‌نژاد استعفای او را نپذیرفت.
محسن هاشمی رفسنجانی هم‌زمان یک مؤسسه انتشاراتی به نام دفتر نشر معارف انقلاب را اداره می‌نماید که کتاب‌های سیاسی، مذهبی و اخلاقی منتشر می‌کند و البته از مهم‌ترین کتابهایی که تابحال منتشر کرده است، مجموعه خاطرات اکبر هاشمی رفسنجانی در قبل و بعد از انقلاب اسلامی است.
او در تاریخ ۱۳ اسفند ۱۳۸۹ از سمت ریاست هیئت‌مدیره و مدیر عامل شرکت شرکت راه‌آهن شهری تهران و حومه کناره‌گیری کرد و شهردار وقت تهران، محمدباقر قالیباف با استعفایش موافقت نمود و او را به سمت مشاور شهردار و عضو هیئت‌مدیره منصوب کرد. وی در تاریخ ۳۰ اردیبهشت ۱۳۹۶ در انتخابات شورای شهر تهران بیشترین رای را در لیست امید به‌دست‌آورد.

## سالهای اولیه زندگی
او در ۲ آبان ۱۳۴۰ در قم به دنیا آمد. چون ایام فاطمیه بوده، نام او را «محسن» نهاده‌اند. دوره کودکی او همزمان شد با مبارزات پدرش با حکومت ایران و به همین دلیل از قم مهاجرت و در شهر تهران ساکن شدند. محسن در تهران به مدرسه رفت. او در مدارس اسلامی ولی‌عصر و علوی تحصیل کرده است.
دوران نوجوانی محسن، با زندان سه ساله پدرش که تا پیروزی انقلاب اسلامی ادامه داشت، هم‌زمان بود. هنگام پیروزی انقلاب، او ۱۷ سال داشت و در کنار انقلابیون برای به ثمر رسیدن آن فعالیت می‌کرد. در روزهای منتهی به پیروزی، او توانسته بود، چند اسلحه از پادگان‌های تسخیر شده به دست آورد.

## جنگ ایران و عراق
هاشمی رفسنجانی در سال ۱۳۶۰ عنوان می‌کند که محسن هاشمی به خاطر عدم امنیت بعد از ترور هاشمی توسط گروه فرقان (خرداد ۱۳۵۸) و تهدید در محیط تحصیل و بخاطر عدم تمایل به داشتن محافظ به خارج رفته درحالی‌که در دانشگاه شیراز مشغول تحصیل بوده است. در زمستان ۱۳۶۰ نیز وقتی محسن به مرخصی آمده بوده و در حال برگشت بوده می‌نویسد که محسن را در اروپا شناخته‌اند و در جزوه ای او را اسم برده‌اند و ممکن است جان او در خطر باشد.
هاشمی بعدها در فروردین سال ۶۶ می‌گوید که محسن در سال ۱۳۵۸ قبل از شروع جنگ (که البته در آن موقع هم مشمول بوده است) به بلژیک رفته، لیسانس را در بلژیک و فوق لیسانس را در کانادا گرفته و با مهندسی مکانیک طراحی جامدات، شاخه پلاستیک‌ها و کمپوزیت‌ها، برگشته است. او به پیشنهاد پدر کار دوره دکترای خود را به خاطر کمک به صنایع موشکی ایران ناتمام گذاشته است.
وی پیش از انقلاب برای تحصیل ابتدا به انگلستان و سپس به بلژیک و بعد کانادا رفته و مدرک کارشناسی ارشد رشته مکانیک را از دانشگاه اکول پلی‌تکنیک مونترآل اخذ کرد.
او به پیشنهاد پدر، فعالیت دوره دکترای خود را به خاطر کمک به صنایع موشکی ایران ناتمام گذاشته است.

## تحصیلات
هاشمی در دوران جنگ ایران و عراق در اروپا و آمریکای شمالی بود و در اواخر جنگ به کشور بازگشت.
از سال ۱۳۵۹–۱۳۶۳ در بلژیک در مقطع لیسانس مکانیک و از ۱۳۶۳–۱۳۶۶ در کانادا در مقطع فوق لیسانس مکانیک تحصیل کرد و به توصیه پدرش تحقیقاتی را در خصوص نحوه ساخت موشک انجام داد.
او در سال ۱۹۸۷/۱۳۶۶ فوق لیسانس مهندسی مکانیک از پلی تکنیک مونترال کانادا را دریافت کرد و به ایران بازگشت.

## پس از تحصیلات
از ۱۳۶۶–۱۳۶۸ در صنایع دفاع - صنایع موشکی خدمت سربازی می‌کرد.
از ۱۳۶۸ زمانی که پدر وی رئیس‌جمهوری ایران شد از کار فنی خارج شد و مدیر دفتر تحقیقات ویژه رئیس‌جمهور برای کمک به شناسایی مشکلات و کاستی‌ها گردید. از ۱۳۷۹–۱۳۹۰ مدیر قطار شهری تهران بود.

## مدیرعامل شرکت راه‌آهن شهری تهران و حومه

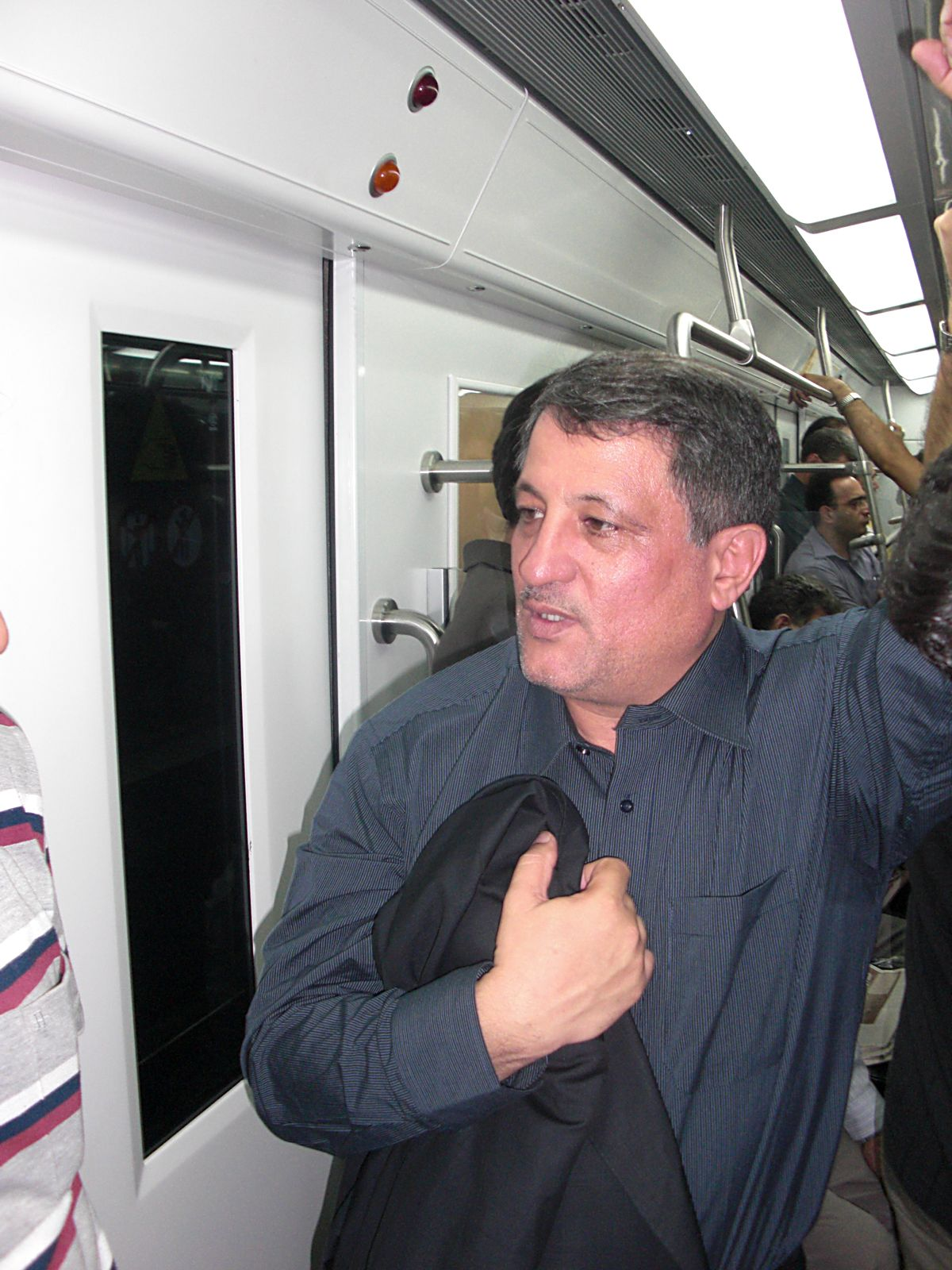
محسن هاشمی سوار بر قطار شهری

در دوره ریاست محسن هاشمی در مترو، این شرکت از وزارت کشور جدا و به شهرداری تهران در سال ۱۳۷۹ملحق شد. محسن هاشمی در تهران، با شش شهردار مختلف، از کرباسچی گرفته تا احمدی‌نژاد و قالیباف، کار کرد و ۲۰ سال در این سمت ماند.

## نامزدی شهرداری تهران

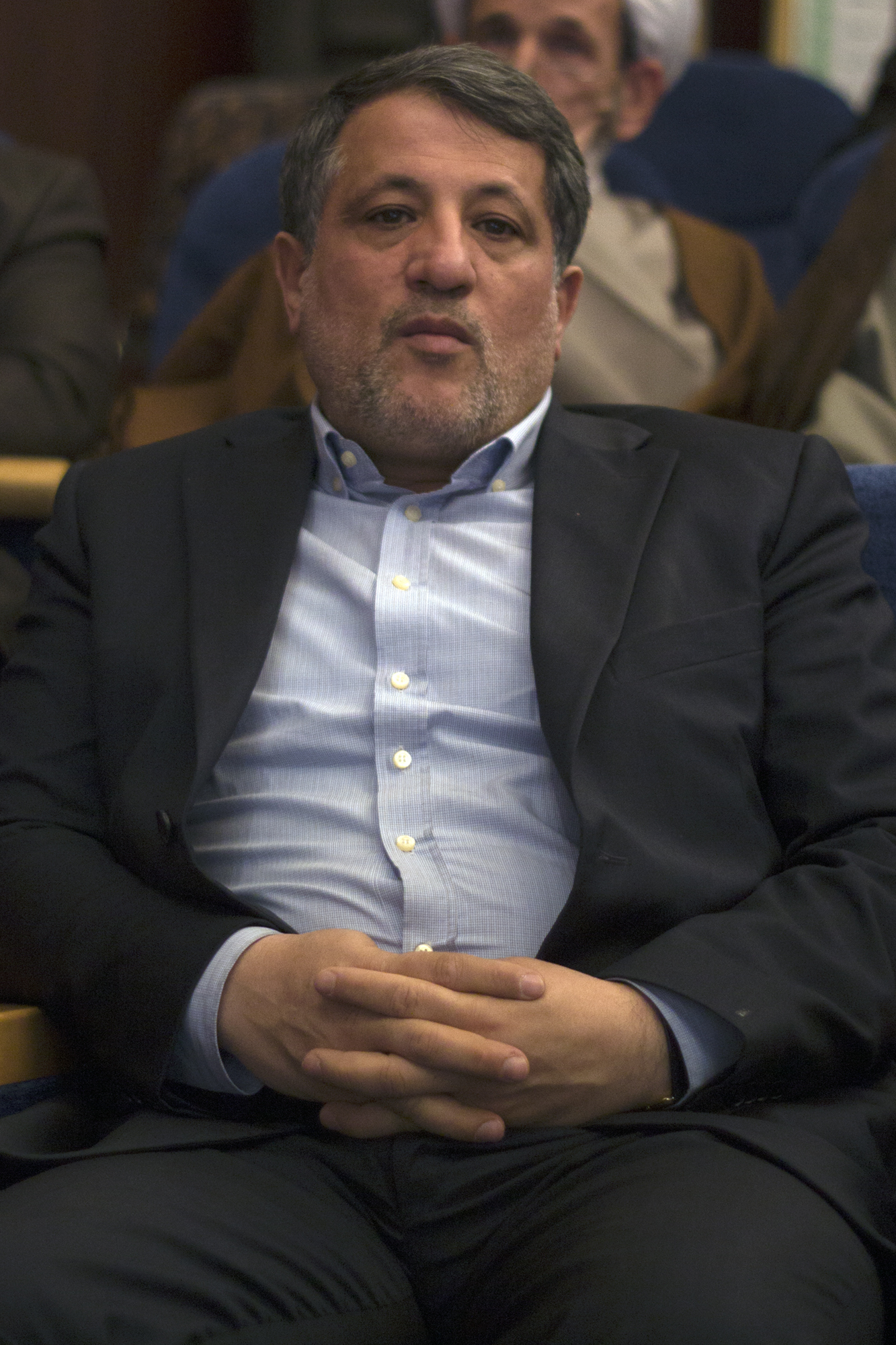
محسن هاشمی رفسنجانی در اوایل دهه ۱۳۹۰

وی برای انتخابات شورای شهر دورای چهارم ثبت نام کرد که صلاحیت او به‌علت عدم التزام عملی به ولایت فقیه و قانون اساسی مورد تأیید قرار نگرفت. با آغاز کار چهارمین دوره شورای اسلامی شهر تهران، محسن هاشمی جدی‌ترین گزینه اصلاح طلبان و اعتدال گرایان برای شهرداری تهران بود و رقابت نزدیکی با محمدباقر قالیباف برای احراز این پست داشت.
در نهایت در روز ۱۷ شهریور ۱۳۹۲ در جریان انتخاب شهردار توسط شورای شهر تهران، در دور اول رأی‌گیری محمدباقر قالیباف و محسن هاشمی هریک موفق به کسب ۱۵ رأی شدند و یک رأی سفید به صندوق انداخته شد. در دور دوم رأی‌گیری، سرانجام قالیباف با کسب ۱۶ رأی در مقابل ۱۴ رأی محسن هاشمی و یک رأی سفید برای سومین دوره چهارساله شهردار تهران شد. او سپس در تاریخ هشتم مهر ماه ۱۳۹۲ با حکم حمید میرزاده، سرپرست دانشگاه آزاد اسلامی به عنوان معاون عمرانی دانشگاه آزاد اسلامی منصوب شد.
پس از استعفای محمدعلی نجفی از شهرداری تهران، بار دیگر اسم محسن هاشمی به عنوان نامزد شهرداری تهران مطرح شد.
محسن هاشمی در این رابطه گفت: «همه بدانند که ما در شورای شهر تهران برای اینکه عضوی از شورا خارج بشود، حتماً باید رای همه اعضای شورای شهر تهران برای خروج داشته باشد.
در جلسه هم‌اندیشی امروز رای‌گیری مخفیانه صورت گرفت مبنی بر اینکه من در شورا بمانم یا به شهرداری بروم. نتیجه محرمانه این رای‌گیری در اختیار من است و به این نتیجه رسیدم که اعضا علاقه زیادی دارند من در شورا بمانم.»

#### فعالیت‌های اقتصادی
محسن هاشمی نیز مانند بسیاری از مقامات نظام جمهوری اسلامی در شرکت‌های مختلفی فعالیت دارد، هر چند برخلاف بسیاری از مقامات فعالیت شرکتی‌اش کمتر است. شرکت‌هایی که محسن هاشمی در آنها فعال بوده است، عبارتند از:
- بنیاد فرهنگی رفاه، محسن هاشمی از سال ۱۳۸۵ عضو هیئت مدیره آن است.
- توسعه مجتمع‌های ایستگاهی قطار شهری تهران (عضو هیئت مدیره)
- انجمن مهندسی حمل و نقل ریلی ایران (رئیس هیئت مدیره)
- شرکت بهره‌برداری راه‌آهن شهری تهران و حومه، محسن تا سال ۱۳۹۲ رئیس هیئت مدیره یا نایب رئیس این شرکت بوده است.
- شرکت تمدن آزاد پارس که در تاریخ ۱۹ اردیبهشت ۱۳۹۵ تأسیس شد، در زمینهٔ «سرمایه‌گذاری در بخش گردشگری و توریسم فعالیت می‌کند و از زیر مجموعه‌های دانشگاه آزاد است. محسن از مؤسسان این شرکت بوده است.[۲۴]

محسن هاشمی همچنین دو شرکت در فرانسه دارد که به همراه پسرش علیرضا آنها را ثبت کرده است. یکی شرکت مستغلات و املاک است و دیگری شرکت ساخت و ساز.

#### دیدگاه‌ها و نظرات
در ۳ دی ۱۳۹۶ خورشیدی، محسن هاشمی در گفتگو با خبرگزاری فارس دربارهٔ تظاهرات ۹ دی ۱۳۸۸ گفت: «تظاهرات ۹ دی با فراخوان شورای هماهنگی تبلیغات اسلامی به ریاست احمد جنتی و در واکنش به اعتراضات ناشی از انتخابات ۱۳۸۸ برگزار شد. با توجه به اینکه در عاشورا و تاسوعا به مقام حسین بن علی توهین‌هایی شده بود، وقتی که تظاهرات ۹ دی شکل گرفت، نه به ادامه اختلافات بود و دوستداران انقلاب به میدان آمدند. رهبری نیز تعریفی داشتند از موضوع فتنه که خیلی مهم است ایشان فرمودند عده‌ای می‌آیند با لباس دوست کارهایی انجام می‌دهند ولی در باطن دشمن هستند و بعضی‌ها هم دشمن هستند و با لباس دوست اقداماتی را انجام می‌دهند بنابراین ما باید کاملاً مراقب باشیم و با بصیرتی که داریم بتوانیم آن غباری که روی این موضوعات می‌افتد کنار بزنیم و دشمن را از دوست جدا کنیم. بعضی از کشورهای فتنه‌گر نیز روی این موضوع سوار شدند و عملاً اختلافات را به سمتی می‌بردند که انقلاب زیر سؤال برود و مشکلاتی پیش بیاید. می‌توانیم نسبت به فتنه‌ای که ایجاد شده بود با بصیرت کامل نظر بدهیم و هوشیاری مردم باعث شد این اختلافات صدمه‌ای به انقلاب نزند.»

## خانواده

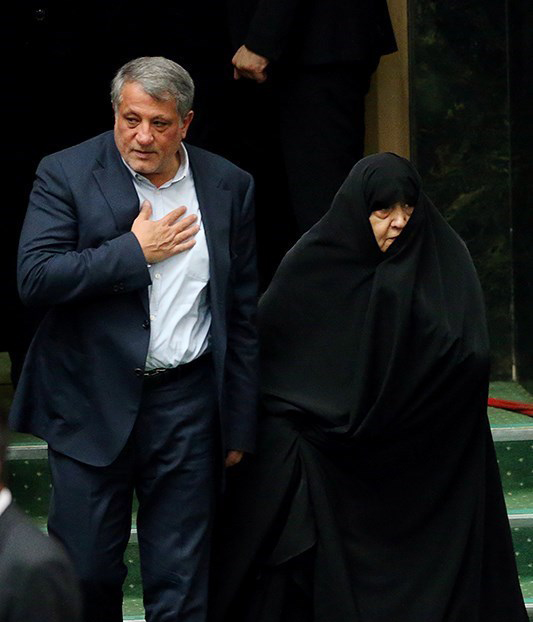
عفت مرعشی و پسرش محسن هاشمی در مراسم تحلیف حسن روحانی در ۱۳۹۶

محسن هاشمی محسن هاشمی با اعظم هاشم‌پور که نوهٔ خاله‌اش عذرا مرعشی است ازدواج کرده است. او سه فرزند دارد: عماد، احسان، و علیرضا. علیرضا در سوئیس زندگی می‌کند و طبق وبگاه دانشگاه ژنو در حال انجام تحقیقات پایان‌نامهٔ خود در این دانشگاه است. علیرضا و پدرش شرکت‌هایی به نام Rubis D'Evian و Rubis De Maxilly دارند. در سال ۱۳۹۶، علیرضا و عمویش یاسر هاشمی شرکتی به نام SCCV Rubis در فرانسه ثبت کردند. علیرضا در ایران هم فعالیت‌های اقتصادی داشته است و در سال ۱۳۸۶ رئیس هیئت مدیرهٔ شرکتی به نام آروین سازان سدید بود که پیمانکاری ساختمانی شامل پل‌سازی، سدسازی، تونل، آسفالت‌کاری، مرمت و بازسازی بنا، فضای سبز، فعالیت‌های تأسیساتی پایپینگ انجام می‌داد. علیرضا این شرکت را همراه با خانوادهٔ جنتیان که از دیگر اعضای هیئت مدیره این شرکت هستند، اداره می‌کرد. محمود جنتیان، معاون سابق سازمان انرژی اتمی ایران است که مالک شرکت بین‌الملل عمران سریر هم می‌باشد. گفته می‌شود جنتیان بر روند ساخت نیروگاه هسته‌ای بوشهر نظارت داشته است.
پسر بزرگ محسن، یعنی عماد هاشمی مدیر عامل دفتر نشر معارف انقلاب، انتشاراتی خانواده هاشمی است. عماد هاشمی همچنین عضو هیئت مدیرهٔ ابنیه گستر کارآفرین، از شرکت‌های تابعه بانک کارآفرین است. ستاد اجرایی فرمان امام سهامدار اصلی بانک کارآفرین است. عماد هاشمی با زهرا سیده روحانی نوه سید محمدصادق روحانی و نتیجهٔ سید روح‌الله خمینی ازدواج کرده است.
احسان پسر کوچکتر محسن هاشمی گویا فعالیت خاص اقتصادی ندارد.

## تاریخچه انتخاباتی
| سال  | انتخابات            | رأی       | ٪ | رتبه | نتیجه     |
| ---- | ------------------- | --------- | - | ---- | --------- |
| ۱۳۹۲ | شوراهای شهر و روستا | –         | – | –    | رد صلاحیت |
| ۱۳۹۴ | مجلس شورای اسلامی   | –         | – | –    | انصراف    |
| ۱۳۹۶ | شوراهای شهر و روستا | ۱٬۷۵۶٬۰۸۶ | ؟ | ۱اُم  | پیروزی    |
| ۱۴۰۰ | ریاست‌جمهوری         | –         | – | –    | رد صلاحیت |